# ジャイラス
『ジャイラス』（英："Gyruss"）は、1983年3月に日本のコナミから稼働されたアーケード用固定画面シューティングゲーム。
26世紀を舞台に、主人公であるルドルフが結成した宇宙防衛軍「ジャイラス」の戦闘機を操作し、ルドルフの父であるドメスによる太陽系外への侵略を阻止する事を目的としている。3D視点となっているが、戦闘空間が円筒状の曲面となっている事を特徴としている。
開発はコナミ開発部が行い、後にカプコンに移籍し『ファイナルファイト』（1989年）や『ストリートファイターII』（1991年）などのヒット作品を手掛けた岡本吉起がゲーム制作を担当、岡本と同じくカプコンに移籍し『魔界村』（1985年）に登場する「レッド・アリーマー」の名前の由来となった有馬俊夫 がプログラムを担当、音楽は『タイムパイロット』（1983年）を手掛けた井上正廣が担当している。
1984年に北米においてセンチュリー社（Centuri）がライセンス契約を結び、Atari 2600、Atari 5200など様々な機種に移植した。1988年に日本においてファミリーコンピュータ ディスクシステム版が発売され、2004年には携帯電話ゲームとして配信された。アーケード版は後にPlayStation用ソフト『コナミ80'sアーケードギャラリー』（1999年）やゲームボーイアドバンス用ソフト『コナミアーケードゲームコレクション』（2002年）に収録された他、2007年にXbox用ソフトとしてXbox Live Arcadeにて配信された。

## 概要
本作は『スペースインベーダー』（1978年）や『ギャラガ』（1981年）等と同じく固定画面シューティングだが、3D視点の要素が入っており、戦闘空間が円筒状の曲面となっている。本作のようなシューティングゲームは「トンネル・シューティング」あるいは「チューブ・シューティング」と呼ばれ、同ジャンルの作品としてはATARIがリリースした『テンペスト』（1980年）に続くヒット作となった。同じ系譜に属する数少ない作品には『Space Giraffe』（2007年）などがある。また、ゲームで使用されたフォント（ナムコフォント=アタリフォント）は初のグラデーション（3色配色）になって登場。
この作品はナムコの「ギャラガ」を参考にして作られた作品であり、自機を360°移動可能にしたのは「ギャラガで、画面の端に追い詰められた自機がそれ以上移動できずにやられるのが理不尽なので、何とかしたかった」ことが理由である。

## ゲーム内容

### システム
本作の自機はインベーダーゲームのように二次元を左右に動くのであるが両端間の移動が可能であり下から覗き込むような状況のため、円筒の縁を360°動くような状況である。この動きがこのゲームの当時としての最大の特徴である。
敵は画面中央や縁から出現した後、円筒の奥で編隊を組みながら弾や体当たりで蛇行しながら攻撃を仕掛けてくる。画面に侵攻する編隊を全滅させるとボーナス点が入り、自機が撃ち漏らした敵は、1機ずつ飛び立っていく。敵全てを撃ち果たすとステージクリアとなる。
ジョイスティックの動きに制限されているため、敵やボーナスステージでの出現位置は上下左右及び八方向に関連している。自機はこの8箇所では固定できるため、出現位置を記憶していれば敵の砲撃をかわしきれない場合を除いて突破は容易である。この点については、出現位置が画面上で微妙なそのほかのゲームに比べて攻略が容易であると言えるであろう。

## 設定

### ストーリー
26世紀に人類は地球連邦政府の政策により太陽系全域に軍事基地の建設を急速に進めており、多くの人々は強制労働させたて24時間におよび軍の監視下に置かれる状態であった。
2545年、連邦政府の指導者であるドメスは太陽系全域に対して太陽系の外側への侵略命令を発令、同時期に太陽系の遥か彼方では10年前に反政府軍の指導者であり、ドメスの命を狙った事で太陽系追放の刑に処されたドメスの息子であるルドルフが10年の刑期を終え出所した。
ルドルフは父であるドメスに対抗するため宇宙防衛軍ジャイラスを結成、ドメスによる侵略から太陽系を救出するために戦いを挑むのであった。
※ディスクシステム版より付与されたストーリー

### ステージ構成
ゲームは"2 WARPS TO NEPTUNE"、すなわち海王星へ行くには2回ワープが必要な地点からスタートする。1ステージをクリアするとワープを1回行ったことになり、2回ワープを行うと海王星に到着できる。海王星はじめ各惑星は短いボーナスステージとなる。その後は天王星へ行くのに3回ワープが必要となり、同様に土星、木星、火星を経て地球にたどり着くことがプレイヤーの目的となる。オープニング画面にあるのが最終目的地の地球である。
地球まで到達すると地球でのボーナスステージ終了後、さらに敵の動きが速くなった2周目がスタートする。2周目は1周目と異なり、海王星へ行くにも3回ワープが必要となる。

## 登場キャラクター
敵の大部分は自機と同じく宇宙船だが、それ以外に以下の敵もいる。
水の結晶
ステージ開始時、敵の残数が多い時、およびボーナスステージに出現する。続けて倒すと1000点、1500点、2000点…と得点が上がる。
人工衛星
水の結晶とともに3機1組で小さな円を描きながら攻撃してくる。倒すとツインビームが撃てるようになる。アーケード版ではパワーアップはこの1種のみである（後述）。人工衛星の撃つ弾は射程が短く、自機がツインビームを装備するには人工衛星を近付いてきた数秒の間に撃破する必要がある。
小惑星
画面中央から一定時間ごとに出現する。自機の右あるいは左を目掛けて飛んでくるため、自機が全く動かなければ当たることはない。破壊不能だが、ショットを当てる事で撃ち込み点が入る。
レーザー砲台
2機1組で出現し、中央から直進しながらレーザーを2機の間から発射する。片方を破壊することでレーザーを撃たなくなる。
テトラポッド
ボーナスステージのみに出現する。
ツインビーム状態になっていると、出現場所さえ覚えていればほぼ撃破可能である。そのため、出撃する敵を多数破壊すると、他のエリアの出現パターンの敵が追加される。

## 移植版
| No. | タイトル | 発売日                                   | 対応機種                                                                      | 開発元               | 発売元                 | メディア                        | 型式                                             | 備考                     |
| --- | --- | ---------------------------------------- | ----------------------------------------------------------------------------- | -------------------- | ---------------------- | ------------------------------- | ------------------------------------------------ | ------------------------ |
| 1   | Gyruss | 1984年                                   | Atari 2600 Atari 5200 Atari 8ビット・コンピュータ コモドール64 コレコビジョン | パーカー・ブラザーズ | パーカー・ブラザーズ   | ロムカセット フロッピーディスク | A26:PB5080 A52:9080 A80:1280 C64:PB1780 COL:9980 |                          |
| 2   | ジャイラス | 1988年11月18日 1989年2月                 | ディスクシステム NES                                                          | コナミ開発2課        | コナミ Ultra Games     | ディスクカード両面 ロムカセット | KDS-GRS NES-YS-USA                               | -                        |
| 3   | コナミ80'sアーケードギャラリー Konami 80's AC Special                                                                    | INT 1998年11月                           | アーケード                                                                    | コナミ               | コナミ                 | 業務用基板 （512.54キロバイト） | -                                                | 他9作品と同時収録        |
| 4   | コナミ80'sアーケードギャラリー Konami Arcade Classics                                                                    | 1999年5月13日 1999年11月30日             | PlayStation                                                                   | KCE札幌              | コナミ                 | CD-ROM                          | SLPM-86228 SLUS-00945                            | アーケード版の移植       |
| 5   | コナミアーケードゲームコレクション Konami Collector's Series: Arcade Advanced Konami Collector's Series: Arcade Classics | 2002年5月2日 2002年5月21日 2002年6月21日 | ゲームボーイアドバンス                                                        | コナミ               | コナミ                 | ロムカセット                    | AGB-AKCJ-JPN AGB-AKCE-USA AGB-AKCP-EUR           | アーケード版の移植       |
| 6   | Konami Arcade Advanced Plug 'n Play TV Game                                                                              | 2004年                                   | -                                                                             | コナミ               | マジェスコ             | 内蔵ゲーム                      | -                                                | NES版の移植              |
| 7   | ジャイラス | 2004年12月1日                            | ボーダフォンライブ! （Vアプリ）                                               | コナミ               | コナミオンライン       | ダウンロード （コナミネットDX） | -                                                | ディスクシステム版の移植 |
| 8   | ジャイラス | 2005年2月1日                             | 505/506/700/900/901 （iアプリ）                                               | コナミ               | コナミオンライン       | ダウンロード （コナミネットDX） | -                                                | ディスクシステム版の移植 |
| 9   | ジャイラス | 2005年5月12日                            | Java/BREW （EZアプリ）                                                        | コナミ               | コナミオンライン       | ダウンロード （コナミネットDX） | -                                                | ディスクシステム版の移植 |
| 10  | Konami Live! Plug and Play PC controller                                                                                 | 2007年3月15日                            | -                                                                             | KDE                  | KDE                    | 内蔵ゲーム                      | -                                                |                          |
| 11  | Gyruss | 2007年4月18日                            | Xbox                                                                          | Backbone Vancouver   | KDE                    | ダウンロード (Xbox Live Aracde) | -                                                | アーケード版の移植       |
| 12  | Gyruss | INT 2010年7月14日                        | Windows                                                                       | Krome Studios        | Microsoft Game Studios | ダウンロード (Game Room)        | -                                                | アーケード版の移植       |

### ディスクシステム版
本作は日本ではディスクシステム版が発売され、北米でもコナミの現地法人子会社のen:Ultra GamesがNES版としてほぼ同様の内容で発売した。ちなみにコナミ最後のディスクシステム専用ソフトとなった。基本的なゲームシステムはアーケード版を踏襲しているが、以下の点が異なる。
- ストーリーおよびエンディングの追加（「外部リンク」節コナミネット参照）
  - これによりアーケード版の全24ステージから全39ステージに変更（海王星と天王星の間に冥王星が挿入され、さらに地球の後に金星、水星、太陽も追加、太陽系全体が舞台となった）
  - エンディングはNES版は簡単なメッセージのみ、ディスクシステム版はスタッフロール付
- グラフィック面、サウンド面の向上（アレンジの変更および曲の追加）
  - 上高治巳（別名「VAP上高」、「Jimmy Weckl」）がコナミで作曲・編曲を行った記録の残っている最初の作品は本作である
- "3 WARPS TO NEPTUNE"、1周目から海王星に行くのに3回のワープが必要
- 操作方法について、十字キーを「画面上での上下左右」に対応させる(CONTROL A)か、「自機から見た左右」に対応させる(CONTROL B)かを選択可能（CONTROL Bの場合、十字キーの上下はプレイ中は使用しない）。
- 通常弾攻撃以外に、全ての敵や弾を貫通する特殊攻撃も可能
- 各惑星でのボス戦の追加
- チャンスステージ（ボーナスステージ）はボス戦後に、その他敵の種類の追加
- チャンスステージで特殊攻撃アイテムやスマートボム（取った瞬間に画面上の敵および弾、他のアイテムを消し去る）、残機エクステンドも取得可能になった
- ゲーム開始前にタイトル画面で「AB→←→←↓↓↑↑」（コナミコマンドの逆順になっている）と入力することで残機を30機に増やせる
- 液晶シャッター式の3Dゴーグルに対応し、立体視を実現している。

このアレンジは少なくとも北米では好評に受け入れられた。

## 開発
同年に同社より稼働されたアーケードゲーム『タイムパイロット』（1983年）と同じく岡本吉起がゲームデザインを担当した。岡本は本作の後、コナミを退社しカプコンに入社したため、コナミ在籍中に携わったゲームは『タイムパイロット』と本作の2本のみである。

## 音楽
本作のBGMにはJ.S.バッハ作曲の『トッカータとフーガ ニ短調 BWV 565』の一節をロック調にアレンジしたものが使われている。また当時としては画期的な、PSG音源のAY-3-8910を5個搭載して実現したステレオサウンドを用いたアーケードタイトルでもあった。
サウンドトラック
- 『コナミ・ゲーム・ミュージック』
1986年6月25日、G.M.O.レコードより発売されたアルバム内の一作品として収録されている。
- 『ファミコン 20TH アニバーサリー オリジナル・サウンド・トラックス VOL.3』
2004年4月21日、サイトロン・デジタルコンテンツより発売されたCD内の一作品として収録されている。

## スタッフ
アーケード版
- ゲームデザイン、キャラクターデザイン：岡本吉起
- プログラム：有馬俊夫[1]
- サブプログラム：大山秀樹
- サウンド：井上正廣

ディスクシステム版
- プログラム：岸和田光（岸和田聡）、永田友和、江田旅館
- キャラクター・デザイン：質屋戸隠（戸隠のりやす）、小池あき
- サウンドクリエイト：藤尾玩具（藤尾敦）、坂倉牛乳（坂倉雄一）、上高楽器（上高治巳）
- イラスト：山本とも
- 使用曲「トッカータとフーガ ニ短調 BWV 565」（ヨハン・ゼバスティアン・バッハ）

## 評価
ディスクシステム版
- ゲーム誌『ファミコン通信』の「クロスレビュー」では合計23点となっている[12]。

- ゲーム誌『ファミリーコンピュータMagazine』の読者投票による「ゲーム通信簿」での評価は以下の通りとなっており、15.70点（満25点）となっている[13] 。

| 項目 | キャラクタ | 音楽 | 操作性 | 熱中度 | お買得度 | オリジナリティ | 総合  |
| 得点 | 3.20       | 3.20 | 3.10   | 3.10   | -        | 3.10           | 15.70 |

- ゲーム誌『ユーゲー』においてライターの藤井宏幸は、画面奥から手前にズームしながら攻撃してくる敵を、自機が360度回転しながら画面奥に向けて攻撃する構成に対して「疑似3Dの画面構成が斬新だ」と称賛した[14]。また、音楽に関してはヨハン・ゼバスティアン・バッハの「トッカータとフーガニ短調」が使用されている事が印象的であると肯定的に評価した[14]。

## 続編・関連作品・類似作品
Temporal Storm X: Hyperspace Dream（2017年9月1日、PC(Steam)） - 公式HP